# Galvanometer

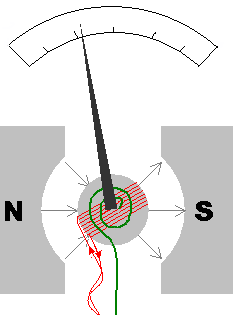
Vridspoleinstrument. När det går en ström genom spolen (röd) gör magnetfältet att visaren ger utslag. En fjäder (grön) balanserar vridmomentet.

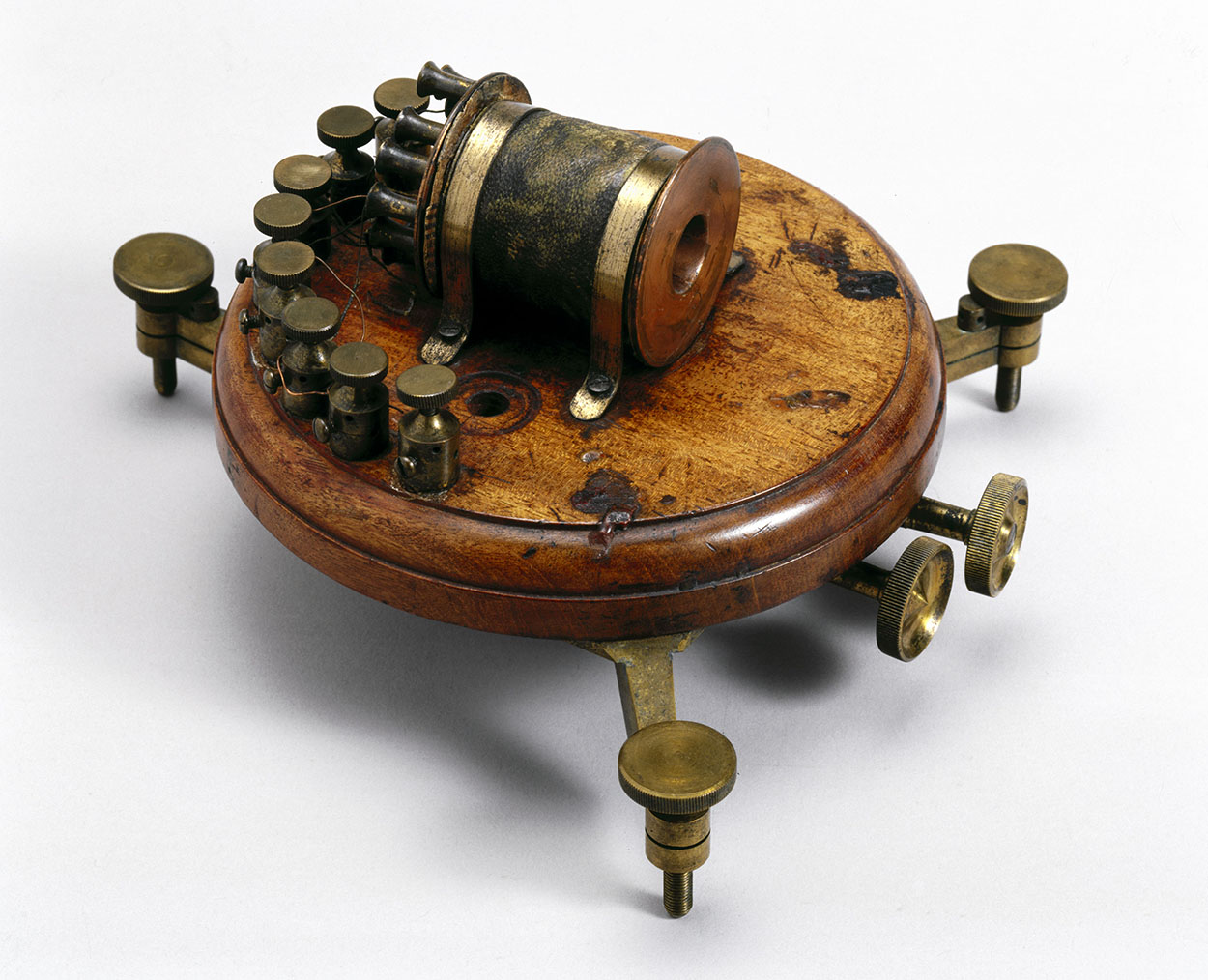
William Thomson Kelvin förbättrade galvanometern (bilden) vilket gjorde det möjligt att använda den transatlantiska telegrafkabeln som lades ut 1858. Galvanometern kunde känna av de svaga elektriska signalerna som skickades.

En galvanometer (efter Luigi Galvani) är en känslig elektromekanisk anordning för att mäta små elektriska strömmar. 
Särskilda typer av galvanometer är ballistisk galvanometer som används för att mäta urladdningsmängd och fluxmeter som används för att mäta magnetiskt flöde. I en vridspolegalvanometer används strömmen i en magnetisk spole för att mäta magnetfältet i den, i trådgalvanometern mäts i stället spänningen i en tråd som spänts mellan polerna på en magnet.
Galvanometern uppfanns 1820 av Johann Schweigger och förbättrades under de följande åren genom användande av multiplikatorprincipen av Schweigger och Johann Christian Poggendorff och av Leopoldo Nobili son introducerade de astatiska nålarna. 1837 uppfann Claude Pouillet tangentbussolen som länge var en av de främsta metoderna för mätande av elektrisk ström. Under 1800-talets senare hälft utvecklades en mängd olika varianter av galvanometrar. Några typer som blev populära var Siemes klockmagnet och Wiedemanns i en vertikalt hängande ring. Under 1900-talet kom de av William Thomson Kelvin uppfunna och Arsène d'Arsonval jämte Marcel Deprez vidareutvecklade vridspolsgalvanometrarna att bli de dominerande galvanometrarna.
På 1900-talet var amperemetrar och voltmetrar oftast baserade på vridspoleinstrument, men nu används för de flesta tillämpningar elektroniska multimetrar.